# Lokomotiva 310.0

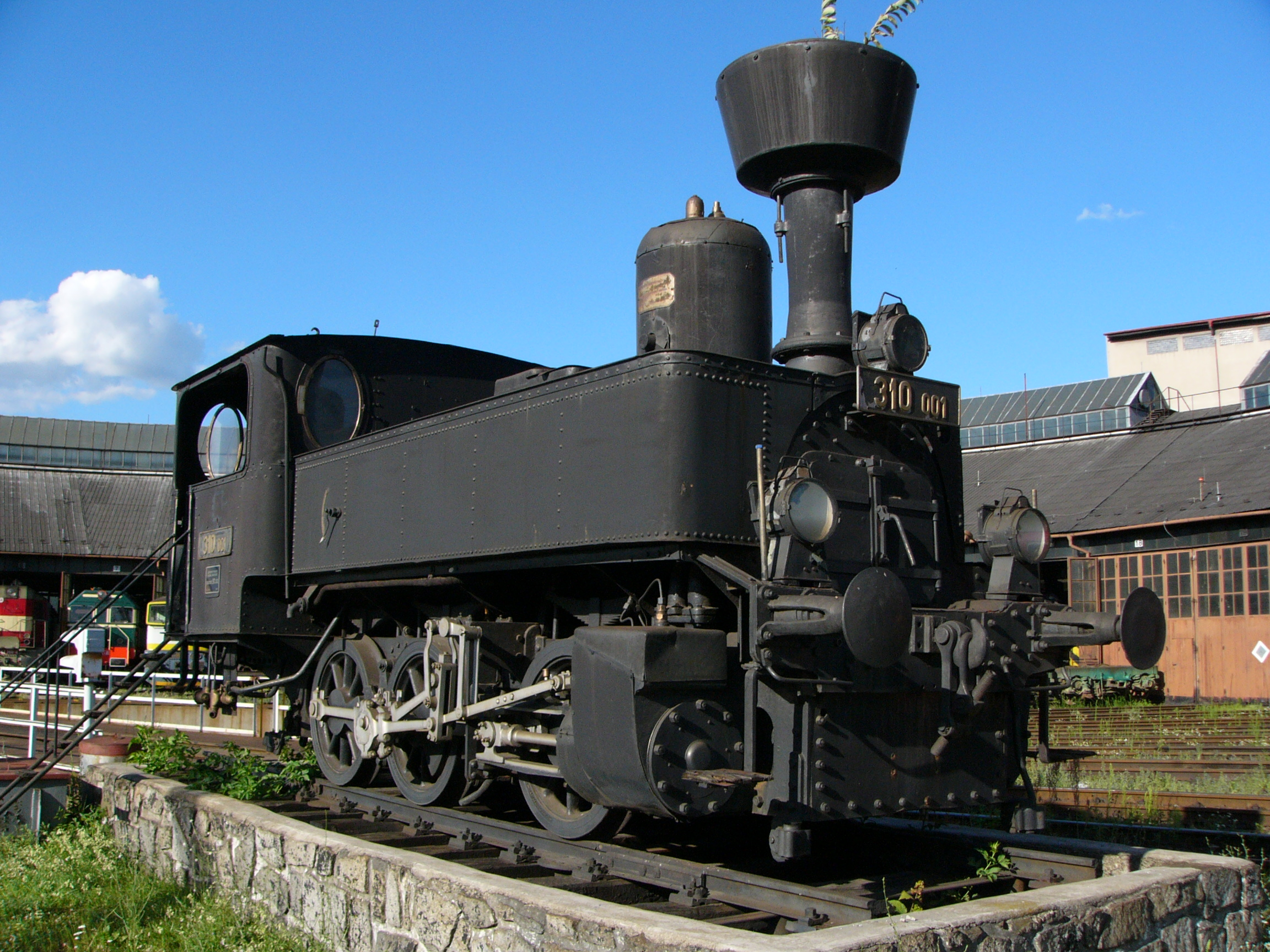
310.001 v Olomouci

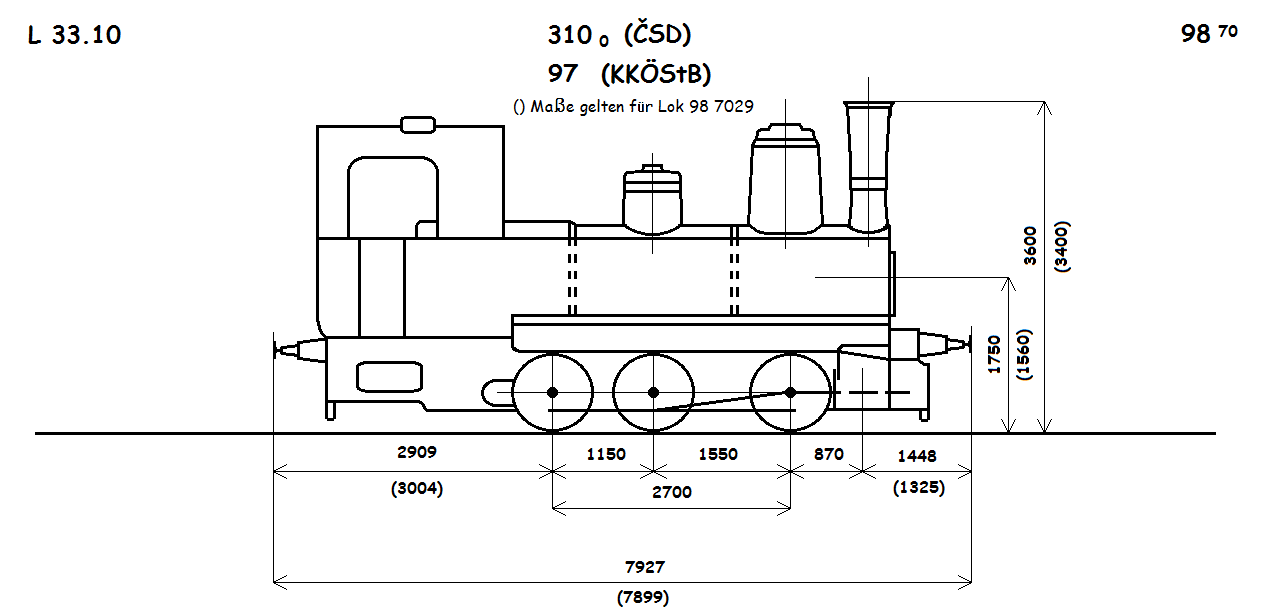
Schéma s rozměry lokomotivy řady 310.0

Lokomotivní řada 310.0 je typickou parní lokomotivou bývalých československých drah. Byla to řada malých trojspřežních tendrových lokomotiv, označená u Rakouských státních drah 97. V letech 1878–1913 bylo vyrobeno 228 lokomotiv řady 97 a k tomu neurčitý počet lokomotiv pro jiné místní dráhy (s jiným označením). Tuto řadu lokomotiv lze rozdělit do dvou skupin: Lokomotivy 97.01-97.98 (včetně) a ostatní stroje. Lišily se svými parametry ale větší rozdíl nebyl. Všechny lokomotivy se vyznačovaly baňatým komínem (umisťovaným od roku 1916) a vysokým parním dómem, umístěným hned za komínem.
Z hlediska historie českého průmyslu je nejvýznamnější z této řady lokomotiva 97.182. Byla to první lokomotiva, kterou vyrobila v roce 1900 První česko-moravská továrna na stroje v Praze. Její osud není znám, po 1. světové válce zůstala někde na území Rakouska.
Po roce 1918 převzaly Československé státní dráhy celkem 133 lokomotiv a přeznačily je na řadu 310.0. Po znárodnění všech soukromých drah přibyly k ČSD dalších 5 lokomotiv podobných řadě 97. Byly to lokomotivy Novojičínské dráhy:
- 310.908 „Zauchtel“ přeznačená na 310.0136
- 310.909 „Neutitschein“ přeznačené na 310.0137
- 310.910 „Kunewald“ přeznačené na 310.0138

a dále lokomotivy , které jezdily v oblasti Hané na místní dráze Litovel-Senice:
- č.1 „Litovel“ přeznačené na 310.0134 ( mezi nadšenci, kteří se o ní starají přezdívaná také "Babička" )
- č.2 „Cholina“ přeznačené na 310.0135

Oblíbená mašinka přezdívaná železničáři „Kafemlejnek“, „Názdárek“ nebo „Matylda“ byla na tratích nahrazena modernějšími stroji, přesto dojezdil poslední stroj (lokomotiva 310.097) na posunu v Bratislavě až roku 1968.

## Současný stav

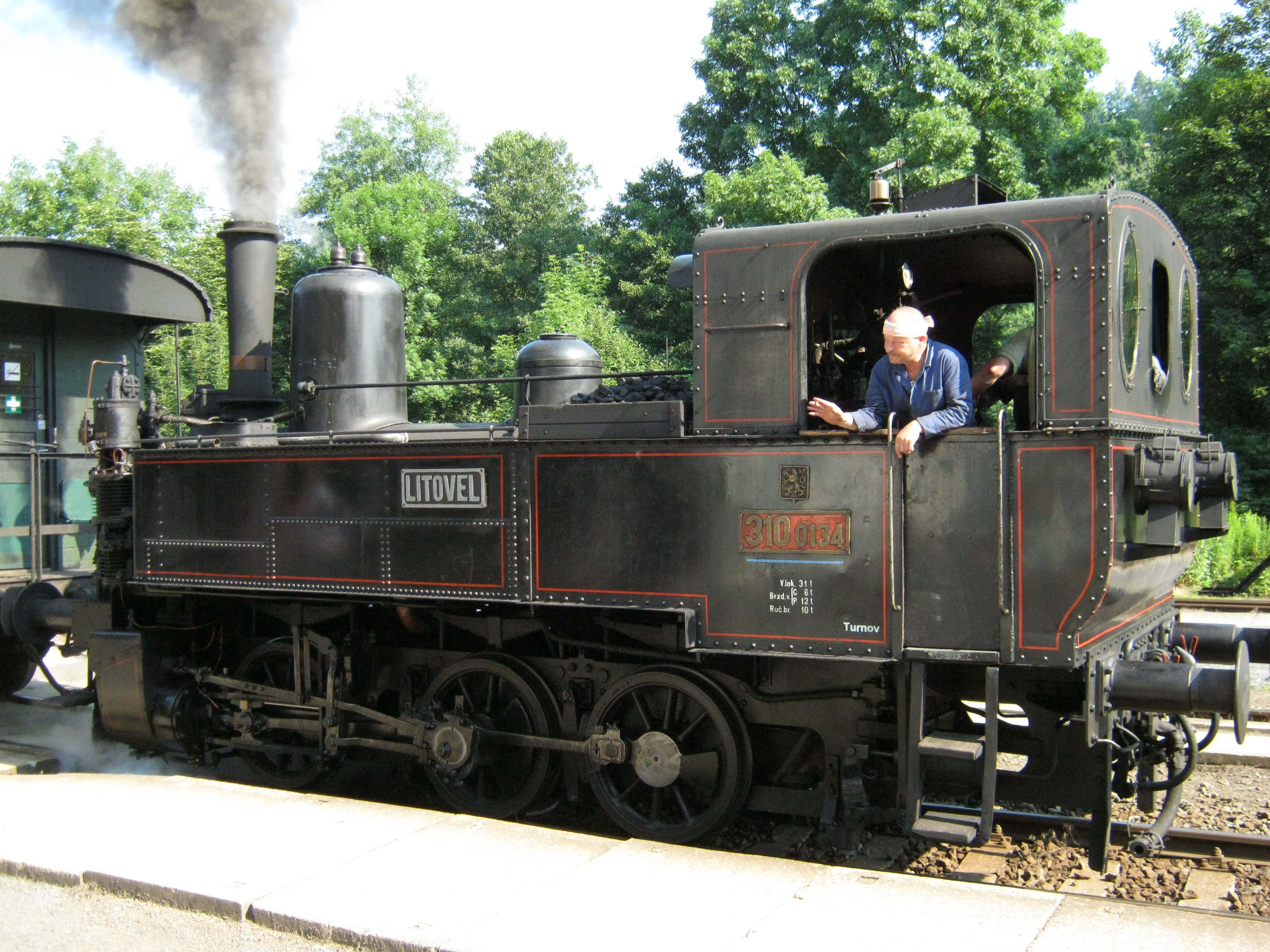
Lokomotiva 310.0134 na nádraží v Železném Brodu 18. 7. 2014

V České a Slovenské republice bylo v roce 2006 evidováno 12 lokomotiv řady 310.0:
| značení ČSD | znační kkStB  | umístění                     | stav                                                |
| ----------- | ------------- | ---------------------------- | --------------------------------------------------- |
| 310.001     | 97.02         | v ŽMMS Ostrava               | na pomníku                                          |
| 310.006     | 97.20         | v ŽM výtopna Jaroměř         | neprovozní                                          |
| 310.037     | 97.98         | v ŽM Lužná u Rakovníka       | neprovozní                                          |
| 310.072     | 97.161        | v Plzni LD                   | provozuschopná                                      |
| 310.076     | 97.167        | v ŽM Lužná u Rakovníka       | exponát provozuschopný                              |
| 310.093     | 97.194        | v Českých Budějovicích       | na pomníku, provozuschopná, 2009 převezena do Lužné |
| 310.097     | 97.198        | v ŽM Bratislava              | na pomníku                                          |
| 310.0102    | 97.206        | v Přerově                    | na pomníku                                          |
| 310.0107    | 97.214        | v ŽM Bratislava              | neprovozní                                          |
| 310.0118    | 97.227        | v depozitáři NTM v Chomutově |                                                     |
| 310.0123    | 97.234        | v Bratislavě                 | neprovozní                                          |
| 310.0134    | č.1 „Litovel“ | v Turnově                    | provozuschopná                                      |

Pozn.: Lokomotivu 310.0118 provozovala společnost Kadaňské místní dráhy.